# Barthélemy Catherine Joubert
Barthélemy Catherine Joubert, francoski general, * 14. april1769, Pont-de-Vaux, Ain, Francija, † 15. avgust 1799, Novi Ligure, Italija.